# Danh sách tập phim Naruto
Naruto là một loạt anime truyền hình dài tập, dựa trên bộ manga cùng tên của Kishimoto Masashi. Nội dung loạt phim xoay quanh những cuộc phiêu lưu của cậu bé ninja Uzumaki Naruto thuộc làng Mộc Diệp với ước mơ trở thành Hokage và tìm kiếm sự công nhận. Loạt phim do Date Hayato đạo diễn, được hai xưởng phim Studio Pierrot và TV Tokyo phối hợp sản xuất. Các tập phim xây dựng theo 27 tập truyện đầu tiên nằm trong phần I của manga nguyên tác, ngoài ra còn có vài tập phim gốc xây dựng độc lập so với bộ truyện.
Naruto có tổng cộng 220 tập phim, phát sóng từ ngày 3 tháng 10 năm 2002 đến 8 tháng 2 năm 2007 trên kênh TV Tokyo tại Nhật Bản. Viz Media là đơn vị phát sóng các tập chuyển ngữ sang tiếng Anh tại Bắc Mỹ, tập đầu tiên lên sóng vào ngày 10 tháng 9 năm 2005 trên kênh Toonami của đài Cartoon Network. Ngày 20 tháng 9 năm 2008, Cartoon Network kết thúc khung phát sóng trên Toonami nhưng vẫn tiếp tục cho chiếu không thường xuyên các tập phim Naruto theo khung giờ cũ của Toonami cho đến ngày 31 tháng 1 năm 2009 – thời điểm tập phim cuối cùng là tập 209 lên sóng tại Hoa Kỳ đã được chiếu do hãng thông tấn Toonami Jetstream ngừng hoạt động. Ngày 23 tháng 3 năm 2009, Viz thông báo rằng họ vẫn tiếp tục lồng tiếng các tập mới và dự định chiếu chúng trên màn ảnh nhỏ. Tuy nhiên các tập phim mới này không phát sóng truyền hình tại Hoa Kỳ mà được VIZ phát hành qua đĩa DVD, lịch phát hành dự kiến ra mắt vào ngày 22 tháng 9 năm 2009. 11 tập phim tiếng Anh còn lại phát sóng tại Canada trên chương trình Bionix thuộc kênh YTV từ 25 tháng 10 năm 2009 đến 6 tháng 12 năm 2009. Năm 2012, Toonami ra thông báo tái chiếu lại bộ anime với phiên bản không cắt trên kênh Adult Swim. Lúc Adult Swim đang chiếu dở phim từ 1 tháng 12 năm 2012 đến 30 tháng 11 năm 2013 (theo lịch chiếu là đến tập 52), kênh này chuyển sang phát sóng tiếp bộ Naruto Shippuden.
Các tập phim đều được phát hành thành đĩa DVD. Bộ DVD đầu tiên là Naruto Collectibles chỉ phát hành duy nhất trên định dạng băng VHS tại Nhật Bản. Phim có tổng cộng 5 mùa, trong đó bao gồm bốn tập phim lẻ ứng với mỗi tập ghi trên từng đĩa. 135 tập đầu tiên được tổng hợp trong ba hộp DVD trong năm 2009. Viz phát hành phim qua DVD từ ngày 28 tháng 3 năm 2006. Những bản phim không cắt chuyển ngữ tiếng Anh được tuyển tập thành 16 bộ box set DVD, bên trong mỗi box set chứa 12–15 tập, kèm theo đó là một số tập biến thể dựa trên các vòng cung cốt truyện. HTV3 là đơn vị giành được bản quyền phát sóng loạt phim với phiên bản lồng tiếng Việt tại Việt Nam, trong đó tập đầu tiên chiếu vào ngày 23 tháng 6 năm 2014 và tập cuối lên sóng vào ngày 10 tháng 3 năm 2016. Từ tháng 12 năm 2020, loạt phim được POPS Worldwide mua bản quyền phát hành lại trên nền tảng kỹ thuật số đồng thời các tập phim cũng được lồng tiếng lại khác với bản HTV3 đã lồng tiếng trước đó.

## Tổng quan
| Mùa | Mùa | Số tập | Số tập | Phát sóng gốc        | Phát sóng gốc       |
| Mùa | Mùa | Số tập | Số tập | Phát sóng lần đầu    | Phát sóng lần cuối  |
| --- | --- | ------ | ------ | -------------------- | ------------------- |
|     | 1   | 57     | 57     | 3 tháng 10 năm 2002  | 5 tháng 11 năm 2003 |
|     | 2   | 43     | 43     | 12 tháng 11 năm 2003 | 8 tháng 9 năm 2004  |
|     | 3   | 41     | 41     | 15 tháng 9 năm 2004  | 29 tháng 6 năm 2005 |
|     | 4   | 42     | 42     | 6 tháng 7 năm 2005   | 3 tháng 5 năm 2006  |
|     | 5   | 37     | 37     | 10 tháng 5 năm 2006  | 8 tháng 2 năm 2007  |

## Danh sách tập

### Mùa 1 (2002–03)
| #  | Tên tập phim | Ngày phát sóng gốc   | Ngày phát sóng tiếng Việt |
| -- | --- | -------------------- | ------------------------- |
| 1  | "Là ta đây, Uzumaki Naruto" "Sanjō! Uzumaki Naruto!" (参上!うずまきナルト) | 3 tháng 10 năm 2002  | 23 tháng 6 năm 2014       |
| 2  | "Ta là Konohamaru" "Konohamaru da kore!" (木ノ葉丸だ コレ!) | 3 tháng 10 năm 2002  | 24 tháng 6 năm 2014       |
| 3  | "Đối thủ!? Sasuke và Sakura:" "Shukuteki!? Sasuke to Sakura" (宿敵!?サスケとサクラ)                                                                                                  | 17 tháng 10 năm 2002 | 25 tháng 6 năm 2014       |
| 4  | "Thử thách, bài diễn tập sống còn" "Shiren! Sabaibaru enshū" (試練!サバイバル演習)                                                                                                   | 24 tháng 10 năm 2002 | 26 tháng 6 năm 2014       |
| 5  | "Đậu hay rớt, quyết định của thầy Kakashi!" "Shikkaku? Kakashi no Ketsuron" (失格?カカシの結論)                                                                                      | 31 tháng 10 năm 2002 | 30 tháng 6 năm 2014       |
| 6  | "Nhiệm vụ quan trọng! Tiến tới Sóng Quốc" "Jūyō ninmu! Nami no Kuni e chō-shuppatsu!" (重要任務!波の国へ超出発!)                                                                     | 7 tháng 11 năm 2002  | 1 tháng 7 năm 2014        |
| 7  | "Sát thủ làng sương mù" "Kiri no ansatsusha!" (霧の暗殺者!) | 14 tháng 11 năm 2002 | 2 tháng 7 năm 2014        |
| 8  | "Lời thề trước vết thương" "Itami ni chikau ketsui" (痛みに誓う決意) | 21 tháng 11 năm 2002 | 3 tháng 7 năm 2014        |
| 9  | "Sharingan của thầy Kakashi" "Sharingan no Kakashi" (写輪眼のカカシ) | 28 tháng 11 năm 2002 | 7 tháng 7 năm 2014        |
| 10 | "Khu rừng của Chakra" "Chakura no mori" (チャクラの森) | 5 tháng 12 năm 2002  | 8 tháng 7 năm 2014        |
| 11 | "Vùng đất của những anh hùng!" "Eiyū no ita kuni" (英雄のいた国) | 12 tháng 12 năm 2002 | 9 tháng 7 năm 2914        |
| 12 | "Quyết đấu trên cầu, tái đấu Zabuza!" "Kyōjō kessen! Zabuza futatabi!!" (橋上決戦!ザブザ再び!!)                                                                                      | 19 tháng 12 năm 2002 | 10 tháng 7 năm 2014       |
| 13 | "Bí thuật của Haku, Ma kính băng tinh!" "Haku no hijutsu - Makyō Hyōshō" (白の秘術·魔鏡氷晶)                                                                                         | 26 tháng 12 năm 2002 | 14 tháng 7 năm 2014       |
| 14 | "Chuyên gia tạo bất ngờ, Naruto tham chiến!" "Igaisei nanbā wan, Naruto sansen!" (意外性No. 1, ナルト参戦!)                                                                          | 9 tháng 1 năm 2003   | 15 tháng 7 năm 2014       |
| 15 | "Trận chiến sinh tử, kẻ hủy diệt Sharingan!" "Shikai zero no tatakai - Sharingan kuzushi" (視界ゼロの戦い·写輪眼崩し)                                                                | 16 tháng 1 năm 2003  | 16 tháng 7 năm 2014       |
| 16 | "Phong ấn bị hóa giải!" "Kaihō sareta fūin" (解放された封印) | 23 tháng 1 năm 2003  | 17 tháng 7 năm 2014       |
| 17 | "Quá khứ nhạt nhòa, tâm tư giấu kín!" "Shiroi Kako - Himeta omoi" (白い過去·秘めた想い)                                                                                              | 30 tháng 1 năm 2003  | 21 tháng 7 năm 2014       |
| 18 | "Khi ninja trở thành công cụ" "Shinobi to iu na no dōgu" (忍という名の道具) | 6 tháng 2 năm 2003   | 22 tháng 7 năm 2014       |
| 19 | "Zabuza tan vào tuyết trắng!" "Zabuza yuki ni chiru..." (ザブザ雪に散る...) | 13 tháng 2 năm 2003  | 23 tháng 7 năm 2014       |
| 20 | "Kỳ thi tuyển Ninja trung đẳng!" "Shinshō totsunyū! Chūnin Shiken dattebayo" (新章突入!中忍試験だってばよ)                                                                           | 20 tháng 2 năm 2003  | 24 tháng 7 năm 2014       |
| 21 | "Lộ rõ danh tính: những đối thủ hùng mạnh mới!" "Nanore! Arawareta kyōteki tachi!!" (名乗れ!現れた強敵たち!!)                                                                        | 27 tháng 2 năm 2003  | 28 tháng 7 năm 2014       |
| 22 | "120% năng lượng, thử thách khắc nghiệt!" "Kiai hyaku-nijū pāsento Nau de rokku na chōsenjō!" (気合い120% ナウでロックな挑戦状!)                                                     | 6 tháng 3 năm 2003   | 29 tháng 7 năm 2014       |
| 23 | "Vượt qua thử thách! Cả chín tân binh đều đã xuất hiện!" "Kechirase raibaru! rūkī nain zenin shūgō" (蹴散らせライバル!新人9人全員集合)                                               | 13 tháng 3 năm 2003  | 30 tháng 7 năm 2014       |
| 24 | "Mình rớt chắc rồi, vòng thi thứ nhất thật là kinh khủng!" "Ikinari shikkaku? Chō-nankan no daiichi shiken" (いきなり失格?超難関の第一試験)                                          | 20 tháng 3 năm 2003  | 31 tháng 7 năm 2014       |
| 25 | "Quyết định thắng bại, cơ hội cuối cùng, câu hỏi số 10 không thể bỏ qua!" "Deta-toko shōbu! funbari dokoro no jū monme" (出たとこ勝負!踏ん張りどころの10問目)                        | 27 tháng 3 năm 2003  | 1 tháng 8 năm 2014        |
| 26 | "Bản tường thuật đặc biệt của quân đoàn Konohamaru!" "Zettai hikken! Shi no Mori chokusen rupo! Konoha no gakkyū shinbun da kore!" (絶対必見!死の森直前ルポ!木ノ葉の学級新聞だコレ!) | 2 tháng 4 năm 2003   | 4 tháng 8 năm 2014        |
| 27 | "Vòng thi thứ hai bắt đầu, xung quanh đều là kẻ địch" "Daini shiken sutāto! Mawari wa minna teki darake!" (第二試験スタート!周りはみんな敵だらけ!)                                   | 2 tháng 4 năm 2003   | 5 tháng 8 năm 2914        |
| 28 | "Ăn hoặc bị ăn, Naruto trở thành con mồi!" "Kū ka kuwareru ka! Esa ni natta Naruto" (喰うか喰われるか!エサになったナルト)                                                            | 9 tháng 4 năm 2003   | 6 tháng 8 năm 2014        |
| 29 | "Naruto đã trở lại, và lợi hại gấp 10 lần!" "Naruto hangeki! nigenēndattebayo!" (ナルト反撃!逃げねーんだってばよ!)                                                                   | 16 tháng 4 năm 2003  | 7 tháng 8 năm 2014        |
| 30 | "Sharingan hồi phục! Hỏa độn: hỏa long chi thuật!" "Yomigaere Sharingan! Hissatsu: Katon Ryūka no Jutsu!" (蘇れ写輪眼!必殺·火遁龍火の術!)                                            | 23 tháng 4 năm 2003  | 8 tháng 8 năm 2014        |
| 31 | "Lý tưởng của chân mày sâu róm, tớ sẽ bảo vệ cậu suốt đời!" "Geki mayu puratonikku! Boku wa shinu made anata o mamoru!!" (激まゆプラトニック!僕は死ぬまでアナタを守る!!)             | 30 tháng 4 năm 2003  | 11 tháng 8 năm 2014       |
| 32 | "Sakura rực rỡ, sự quyết tâm của người đứng sau!" "Sakura saku! Ketsui no ushiro sugata" (サクラ咲く!決意の後ろ姿)                                                                   | 7 tháng 5 năm 2003   | 12 tháng 8 năm 2014       |
| 33 | "Đội hình vô địch, Ino-Shika-Cho!" "Muteki no fōmēshon! InoShikaChō!!" (無敵のフォーメーション!いのシカチョウ!!)                                                                     | 14 tháng 5 năm 2003  | 13 tháng 8 năm 2014       |
| 34 | "Akamaru giật mình, năng lực kỳ lạ của Gaara!" "Akamaru bikkuri! Gaara, Kyōi no Jitsuryoku" (赤丸ビックリ!我愛羅, 驚異の実力)                                                        | 21 tháng 5 năm 2003  | 14 tháng 8 năm 2014       |
| 35 | "Tuyệt đối không được nhìn, bí mật của bí kíp" "Nozoki mi genkin! Maki mono no himitsu" (のぞき見厳禁!巻き物の秘密)                                                                  | 28 tháng 5 năm 2003  | 15 tháng 8 năm 2014       |
| 36 | "Sao chép trận đấu! Tôi là nhân vật chính!" "Bunshin taiketsu! Ore ga shuyaku dattebayo!" (分身対決!オレが主役だってばよ!)                                                           | 4 tháng 6 năm 2003   | 18 tháng 8 năm 2014       |
| 37 | "Kỳ thi thứ hai hoàn thành!" "Daini shiken toppa! seizoroi rūkī nain!" (第二試験突破!勢ぞろいルーキーナイン!)                                                                        | 11 tháng 6 năm 2003  | 19 tháng 8 năm 2014       |
| 38 | "Số thí sinh còn một nửa" "Gōkakusha nibun no ichi!? Ikinari shiai dattebayo!!" (合格者二分の一!?イキナリ試合だってばよ!!)                                                           | 18 tháng 6 năm 2003  | 20 tháng 8 năm 2014       |
| 39 | "Tuyệt chiêu của Chân Mày Sâu Róm" "Geji mayu jerashī! "Shishi Rendan" Tanjō" (ゲジまゆジェラシー!「獅子連弾」誕生!)                                                                 | 2 tháng 7 năm 2003   | 21 tháng 8 năm 2014       |
| 40 | "Tình huống ngặt nghèo! Kakashi và Orochimaru" "Isshokusokuhatsu!! Kakashi vāsasu Orochimaru" (一触即発!!カカシVS大蛇丸)                                                             | 9 tháng 7 năm 2003   | 22 tháng 8 năm 2014       |
| 41 | "Kỳ phùng địch thủ, sự phức tạp trong tâm hồn con gái" "Raibaru gekitotsu! Otome gokoro wa honki mōdo" (ライバル激突!オトメ心は本気モード)                                           | 16 tháng 7 năm 2003  | 25 tháng 8 năm 2014       |
| 42 | "Trận đấu đã sẵn sàng! Ngon nhào vô" "Besuto batoru wa shānnarō!!" (ベストバトルはしゃーんなろー!!)                                                                                  | 23 tháng 7 năm 2003  | 26 tháng 8 năm 2014       |
| 43 | "Trận quyết đấu giữa các nữ ninja" "Shikamaru tajitaji!? Kunoichi-tachi no atsuki tatakai" (シカマルタジタジ!?くの一達の熱き戦い)                                                    | 30 tháng 7 năm 2003  | 27 tháng 8 năm 2014       |
| 44 | "Akamaru tham chiến! Ai sẽ là kẻ bại trận?" "Akamaru sansen!! Makeinu wa docchi da?" (赤丸参戦!!負け犬はどっちだ?)                                                                   | 6 tháng 8 năm 2003   | 28 tháng 8 năm 2014       |
| 45 | "Hinata đỏ mặt, người xem há hốc, đòn thế tuyệt kỹ của Naruto!" "Hinata sekimen! Kankyaku anguri, Naruto no oku no te" (ヒナタ赤面! 観客あんぐり, ナルトの奥の手)                    | 13 tháng 8 năm 2003  | 29 tháng 8 năm 2014       |
| 46 | "Trận đấu của Bạch Nhãn! Cô bạn nhút nhát Hinata!" "Byakugan kaigen!! Uchiki na Hinata no daitan ketsui!" (白眼開眼!!内気なヒナタの大胆決意!)                                        | 20 tháng 8 năm 2003  | 1 tháng 9 năm 2014        |
| 47 | "Trước mặt người mà mình luôn ngưỡng mộ" "Akogare no hito no me no mae de!!" (憧れの人の目の前で!!)                                                                                  | 27 tháng 8 năm 2003  | 2 tháng 9 năm 2014        |
| 48 | "Gaara cỗ máy nghiền! Trẻ trung! Sức mạnh bùng nổ!" "Gaara funsai!! Wakasa da! Pawā da! Bakuhatsu da!" (我愛羅粉砕!!若さだ!パワーだ!爆発だ!)                                         | 3 tháng 9 năm 2003   | 3 tháng 9 năm 2014        |
| 49 | "Nhiệt huyết bùng cháy! Rock Lee sử dụng cấm thuật!" "Nekketsu ochikobore! Tsuini Sakuretsu, kindan no ōgi!" (熱血落ちこぼれ!遂に炸裂, 禁断の奥義!)                                  | 10 tháng 9 năm 2003  | 4 tháng 9 năm 2014        |
| 50 | "Chính là Rock Lee! Đây chính là cách sống của một đấng nam nhi!" "Aa Rokku Rī! Kore ga otoko no ikizama yo!!" (嗚呼ロック·リー!これが男の生き様よ!!)                                | 17 tháng 9 năm 2003  | 5 tháng 9 năm 2014        |
| 51 | "Bóng tối bao trùm! Nguy hiểm rình rập Sasuke!" "Yami ni ugomeku kage Sasuke ni semaru kiki!" (闇にうごめく影 サスケに迫る危機!)                                                     | 24 tháng 9 năm 2003  | 8 tháng 9 năm 2014        |
| 52 | "Ebisu trở lại! Ta không thể tha thứ cho sự trơ trẽn!" "Ebisu futatabi! harenchi wa watashi ga yurushimasen zo!" (エビス再び!ハレンチは私が許しませんぞ!)                            | 1 tháng 10 năm 2003  | 9 tháng 9 năm 2014        |
| 53 | "Tới ngay thôi! Gặp gỡ tiên nhân háo sắc!" "Aiyashibaraku! Ero-sennin tōjō!" (あいやしばらく!エロ仙人登場!)                                                                          | 8 tháng 10 năm 2003  | 21 tháng 11 năm 2014      |
| 54 | "Thuật triệu hồi được truyền dạy từ tiên nhân háo sắc!" "Ero-sennin jikiden Kuchiyose no Jutsu dattebayo!!" (エロ仙人直伝 口寄せの術だってばよ!!)                                    | 15 tháng 10 năm 2003 | 24 tháng 11 năm 2014      |
| 55 | "Bông hoa ẩn chứa nguyện ước" "Setsunai omoi Negai o kometa ichirin" (切ない想い 願いを込めた一輪)                                                                                   | 22 tháng 10 năm 2003 | 25 tháng 11 năm 2014      |
| 56 | "Sống hay chết? An nguy và thuật mới!" "Sei ka shi ka!? Menkyo kaiden wa inochi kake!" (生か死か!?免許皆伝は命懸け!)                                                                 | 29 tháng 10 năm 2003 | 26 tháng 11 năm 2014      |
| 57 | "Bay, Nhảy, Lặn! Cóc đại nhân vào cuộc!" "Tonda! Haneta! Mogutta! Gama oyabun tōjō!!" (飛んだ!跳ねた!潜った!ガマ親分登場!!)                                                          | 5 tháng 11 năm 2003  | 27 tháng 11 năm 2014      |

### Mùa 2 (2003–04)
| #   | Tên tập phim | Ngày phát sóng gốc   | Ngày phát sóng tiếng Việt |
| --- | --- | -------------------- | ------------------------- |
| 58  | "Bàn tay ác ma trong bóng tối: tiến thẳng vào phòng bệnh!" "Shinobi yoru ma no te! Nerawareta Byōshitsu" (しのび寄る魔の手!狙われた病室)                                        | 12 tháng 11 năm 2003 | 28 tháng 11 năm 2014      |
| 59  | "Nhanh chân, chắc chân! Trận đấu chính thức bắt đầu rồi!" "Mō retsu Mō Tsui Mō Dasshu Hansen kaishi dattebayo" (モー烈 モー追 モーダッシュ 本選開始だってばよ)                  | 19 tháng 11 năm 2003 | 1 tháng 12 năm 2014       |
| 60  | "Bạch Nhãn và Ảnh phân thân: ta nhất định sẽ thắng!" "Byakugan bāsasu Kage Bunshin! Ore wa zettē katsu!!" (白眼VS影分身!オレはゼってー勝つ!!)                                   | 26 tháng 11 năm 2003 | 2 tháng 12 năm 2014       |
| 61  | "Không góc chết! Thuật phòng thủ kiên cố nhất!" "Shikaku zero! Mō hitotsu no zettai Bōgyo" (死角ゼロ!もうひとつの絶対防御)                                                      | 3 tháng 12 năm 2003  | 3 tháng 12 năm 2014       |
| 62  | "Sức mạnh bí ẩn" "Ochikobore no Sokojikara!" (落ちこぼれの底力!) | 10 tháng 12 năm 2003 | 4 tháng 12 năm 2014       |
| 63  | "Vòng đấu chính rắc rối" "Shikkaku!? Kiken! Maedaoshi! Haran bukumi no daihonsen!" (失格!?キケン!前倒し!波乱含みの大本戦)                                                       | 17 tháng 12 năm 2003 | 5 tháng 12 năm 2014       |
| 64  | "Nhìn lên đám mây... Anh chàng không hứng thú" "Kumo wa ii naa... yaru ki zero no otoko" (雲はいいなあ...やる気ゼロの男)                                                        | 24 tháng 12 năm 2003 | 8 tháng 12 năm 2014       |
| 65  | "Đột kích! Trận đấu với những khoảnh khắc lá bay và cát xoáy" "Gekitotsu! Konoha mai Suna ugomeku toki" (激突!木ノ葉舞い砂うごめく瞬間)                                         | 31 tháng 12 năm 2003 | 9 tháng 12 năm 2014       |
| 66  | "Chàng trai gọi bão tố! Sasuke và tuyệt kỹ thể thuật!" "Arashi o yobu otoko!! Sasuke no Gejimayu-ryū Taijutsu!" (嵐を呼ぶ男!!サスケのゲジマユ流体術!)                           | 14 tháng 1 năm 2004  | 10 tháng 12 năm 2014      |
| 67  | "Nhẫn thuật thượng đẳng Chidori" "Date ni okureta wake janai! Kyūkyoku ōgi - Chidori tanjō!!" (だてに遅れたわけじゃない!究極奥義·千鳥誕生!!)                                    | 14 tháng 1 năm 2004  | 11 tháng 12 năm 2014      |
| 68  | "Kế hoạch lật đổ làng Lá: bắt đầu!" ""Konoha Kuzushi" Shidou!" (「木ノ葉崩し」始動!)                                                                                            | 28 tháng 1 năm 2004  | 12 tháng 12 năm 2014      |
| 69  | "Nhiệm vụ cấp A, phút giây mong chờ đã đến!" "Matte mashita! Ē Ranku ninmu dattebayo!!" (待ってました!Aランク任務だってばよ!!)                                                  | 4 tháng 2 năm 2004   | 15 tháng 12 năm 2014      |
| 70  | "Tên chết nhát số một, một rắc rối khó tránh!" "Nigegoshi nanbaa wan Mendokuse~ ga yarukkyanee!!" (逃げ腰NO.1 めんどくせーがやろっきゃねえ!!)                                   | 11 tháng 12 năm 2004 | 16 tháng 12 năm 2014      |
| 71  | "Không cân sức! Trận chiến đẳng cấp Hokage!" "Kokon musō! "Hokage" toiu reberu no tatakai" (古今無双!「火影」というレベルの戦い)                                                | 18 tháng 2 năm 2004  | 17 tháng 12 năm 2014      |
| 72  | "Lỗi lầm của Hokage: ẩn giấu sau lớp mặt nạ" "Hokage no ayamachi Kamen ni shita no sugao" (火影の過ち 仮面の下の素顔)                                                           | 25 tháng 2 năm 2004  | 18 tháng 12 năm 2014      |
| 73  | "Cấm thuật thượng đẳng: Thi quỷ phong tận" "Kinjutsu ōgi! "Shiki Fūin"" (禁術奥義!「屍鬼封印」)                                                                                 | 3 tháng 3 năm 2004   | 19 tháng 12 năm 2014      |
| 74  | "Khủng khiếp! Hình dạng thật của Gaara" "Kyōkaku! Gaara no Shōtai" (驚愕!我愛羅の正体)                                                                                          | 10 tháng 3 năm 2004  | 22 tháng 12 năm 2014      |
| 75  | "Vượt qua giới hạn... quyết định của Sasuke" "Genkai o koete... Sasuke no ketsudan!!" (限界を越えて... サスケの決断!!)                                                          | 17 tháng 3 năm 2004  | 23 tháng 12 năm 2014      |
| 76  | "Sát thủ dưới trăng" "Tsukiyo no ansatsusha" (月夜の暗殺者) | 24 tháng 3 năm 2004  | 24 tháng 12 năm 2014      |
| 77  | "Cái tên Gaara.... Ánh sáng và bóng tối" "Hikari to Yami Gaara to iu na" (光と闇 我愛羅という名)                                                                                | 31 tháng 3 năm 2004  | 25 tháng 12 năm 2014      |
| 78  | "Bùng nổ! Nhẫn pháp thi sử của Naruto" "Bakuhatsu! Korezo Naruto ninpōchō~~!!" (爆発!これぞナルト忍法帖〜〜っ!!)                                                                | 7 tháng 4 năm 2004   | 26 tháng 12 năm 2014      |
| 79  | "Ánh sáng và bóng tối, vượt ra ngoài giới hạn!" "Rimitto bucchigiri! ~Hikari to Yami~" (リミットぶっちぎり! 〜光と闇〜)                                                         | 14 tháng 4 năm 2004  | 10 tháng 2 năm 2015       |
| 80  | "Vĩnh biệt ngài Hokage đệ tam!" "Sandaime yo, towa ni......!!" (三代目よ, 永久に......!!)                                                                                       | 21 tháng 4 năm 2004  | 11 tháng 2 năm 2015       |
| 81  | "Người về trong sương sớm!" "Asagiri no kikyō" (朝霧の帰郷) | 28 tháng 4 năm 2004  | 12 tháng 2 năm 2015       |
| 82  | "Sharingan đấu với Sharingan" "Sharingan tai Sharingan!!" (写輪眼VS写輪眼!!) | 5 tháng 5 năm 2004   | 16 tháng 2 năm 2015       |
| 83  | "Ôi không! Jiraiya háo sắc, Naruto gặp họa" "Ō, nō~! Jiraiya no jonan, Naruto no sainan" (おお, のォ〜っ!自来也の女難, ナルトの災難)                                            | 12 tháng 5 năm 2004  | 17 tháng 2 năm 2015       |
| 84  | "Chidori gầm gừ, Sasuke thịnh nộ!" "Unare Chidori, Hoero Sasuke!" (唸れ千鳥 吠えろサスケ!)                                                                                      | 19 tháng 5 năm 2004  | 18 tháng 2 năm 2015       |
| 85  | "Thù hận: kẻ sống sót cuối cùng!" "Orokanaru otōto yo urame, nikume!" (愚かなる弟よ 恨め, 憎め!)                                                                                | 26 tháng 5 năm 2004  | 19 tháng 2 năm 2015       |
| 86  | "Bắt đầu khổ luyện! Nhất định mình sẽ trở nên mạnh hơn!" "Shugyō kaishi, Ore wa zettē tsuyoku naru!" (修行開始 オレはぜってー強くなる!)                                         | 2 tháng 6 năm 2004   | 24 tháng 2 năm 2015       |
| 87  | "Bùng bổ! Bài luyện tập với bóng nước" "Konjō!!! Warero mizufūsen" (根性!!!割れろ水風船)                                                                                        | 9 tháng 6 năm 2004   | 25 tháng 2 năm 2015       |
| 88  | "Biểu tượng làng lá và băng đeo trán" "Konoha māku to hitaiate" (木ノ葉マークと額当て)                                                                                          | 16 tháng 6 năm 2004  | 26 tháng 2 năm 2015       |
| 89  | "Dao động" "Hamon" (波紋) | 23 tháng 6 năm 2004  | 2 tháng 3 năm 2015        |
| 90  | "Cơn thịnh nộ! Đừng hòng thoát khỏi chuyện này!" "Ikari bakuhatsu! Yurusanēttebayo" (怒りバクハツ!許さねーってばよ)                                                             | 7 tháng 7 năm 2004   | 3 tháng 3 năm 2015        |
| 91  | "Người kế thừa Hokage đệ nhất! Sợi dây chuyền định mệnh!" "Shodai Hokage no isan Shi o yobu kubikazari" (初代火影の遺産 死を呼ぶ首飾り)                                         | 14 tháng 7 năm 2004  | 4 tháng 3 năm 2015        |
| 92  | "Nhận lời hay từ chối! Câu trả lời của Tsunade" "Iessu ka Nō ka! Tsunade no kaitō" (YESかNOか!ツナデの回答)                                                                     | 21 tháng 7 năm 2004  | 5 tháng 3 năm 2015        |
| 93  | "Thỏa thuận chấm dứt!" "Kōshō Ketsuretsu!" (交渉決裂!!) | 28 tháng 7 năm 2004  | 9 tháng 3 năm 2015        |
| 94  | "Hãy nhận lấy! Cơn thịnh nộ của Rasengan" "Kurae! Ikari no Rasengan" (くらえ!怒りの螺旋丸)                                                                                      | 4 tháng 8 năm 2004   | 10 tháng 3 năm 2015       |
| 95  | "Hokage đệ Ngũ, sứ mệnh của một con người!" "Godaime Hokage, Inochi o kaketa tatakai!" (五代目火影 命を賭けた戦い)                                                              | 11 tháng 8 năm 2004  | 11 tháng 3 năm 2015       |
| 96  | "Bộ ba tái đấu!" "San sukumi no tatakai" (三すくみの戦い) | 11 tháng 8 năm 2004  | 12 tháng 3 năm 2015       |
| 97  | "Kỳ nghỉ lạ lùng của Naruto!" "Naruto no yukemuri chin dōchū" (ナルトの湯けむり珍道中)                                                                                          | 18 tháng 8 năm 2004  | 16 tháng 3 năm 2015       |
| 98  | "Từ bỏ làm ninja! Lời cảnh báo của Tsunade" "Ninja o yamero! Tsunade no tsūkoku" (忍者を辞めろ!ツナデの通告)                                                                    | 25 tháng 8 năm 2004  | 17 tháng 3 năm 2015       |
| 99  | "Người kế thừa Hỏa chí!" "Hi no ishi o tsugu mono" (火の意志を継ぐもの) | 1 tháng 9 năm 2004   | 18 tháng 3 năm 2015       |
| 100 | "Tình thầy trò sôi nổi nhiệt huyết: khi nam nhi theo đuổi nhẫn đạo của mình!" "Nekketsu shitei no kizuna ~Otoko ga ninpō wo tsuranuku toki~" (熱血師弟の絆〜男が忍法貫くとき〜) | 8 tháng 9 năm 2004   | 19 tháng 3 năm 2015       |

### Mùa 3 (2004–05)
| #   | Tên tập phim | Ngày phát sóng gốc   | Ngày phát sóng tiếng Việt |
| --- | --- | -------------------- | ------------------------- |
| 101 | "Phải thấy, phải biết, phải xác minh! Khuôn mặt thật của thầy Kakashi!" "Mitai, Shiritai, Tashikametai Kakashi-sensei no sugao" (見たい, 知りたい, 確かめたい カカシ先生の素顔) | 15 tháng 9 năm 2004  | 23 tháng 3 năm 2015       |
| 102 | "Tới rồi nhiệm vụ mới! Hãy cứu lấy lẽ phải, tình người và cả Trà quốc" "Iza shin ninmu Giri to ninjō to Chakoku o sukue!" (いざ新任務 義理と人情と茶国を救え!)                  | 22 tháng 9 năm 2004  | 24 tháng 3 năm 2015       |
| 103 | "Bắt đầu cuộc đua! Gặp nạn giữa sóng lớn!" "Naruto gekichin!? Inbau uzumaku ōunabara" (ナルト撃沈!?陰謀うずまく大海原)                                                          | 29 tháng 9 năm 2004  | 25 tháng 3 năm 2015       |
| 104 | "Chạy đi Idate! Đảo Nagi đang chờ đón!" "Hashire Idate! Arashi o yubi haran no Nagitō!!" (走れイダテ!嵐を呼ぶ波乱のナギ島!!)                                                    | 13 tháng 10 năm 2004 | 26 tháng 3 năm 2015       |
| 105 | "Sấm sét bùng nổ - Lôi Minh Đại Kích Đấu" "Gōru chokuzen! Raimei todoroku daigekitō" (ゴール直前!雷鳴とどろく大激闘)                                                            | 20 tháng 10 năm 2004 | 20 tháng 7 năm 2015       |
| 106 | "Cố lên anh Itade - Cú nước rút quyết định" "Todoku ka Idate! Shūnen no rasuto supāto!!" (届くかイダテ!執念のラストスパート!!)                                                  | 27 tháng 10 năm 2004 | 21 tháng 7 năm 2015       |
| 107 | "Tôi muốn đấu với cậu - Sasuke với Naruto" "Omae to tatakaitai! Tsui ni gekitotsu Sasuke tai Naruto" (オマエと戦いたい!ついに激突 サスケVSナルト)                               | 3 tháng 11 năm 2004  | 22 tháng 7 năm 2015       |
| 108 | "Sự rạn nứt vô hình" "Mienai kiretsu" (見えない亀裂) | 10 tháng 11 năm 2004 | 23 tháng 7 năm 2015       |
| 109 | "Lời mời của âm thanh" "Oto no izanai" (音の誘い) | 17 tháng 11 năm 2004 | 24 tháng 7 năm 2015       |
| 110 | "Thành lập đội giải cứu Sasuke" "Kessei! Teppeki fōmēshon" (結成!鉄壁のフォーメーション)                                                                                        | 24 tháng 11 năm 2004 | 27 tháng 7 năm 2015       |
| 111 | "Giác đấu Tứ quái Âm thanh" "Sesshoku ~Oto Yonin Shū no jitsuryoku~" (接触〜音四人衆の実力〜)                                                                                   | 24 tháng 11 năm 2004 | 28 tháng 7 năm 2015       |
| 112 | "Nghi ngờ về đồng đội? Giải pháp của Shikamaru!" "Ikinari nakamare!? Shikamaru shōtai daipinchi" (イキナリ仲間割れ!?シカマル小隊大ピンチ)                                       | 1 tháng 12 năm 2004  | 29 tháng 7 năm 2015       |
| 113 | "Mở hết sức mạnh! Choji, bùng nổ!" "Pawā zenkai! Moero Chōji" (パワー全開!燃えろチョウジ)                                                                                       | 8 tháng 12 năm 2004  | 30 tháng 7 năm 2015       |
| 114 | "Tạm biệt người bạn cũ...! Tớ luôn tin tưởng ở cậu!" "Saraba tomo yo...! Soredemo ore wa shinjiteru" (さらば友よ...!それでもオレは信じてる)                                     | 15 tháng 12 năm 2004 | 31 tháng 7 năm 2015       |
| 115 | "Đối thủ của ngươi là ta đây!" "Omae no aite wa kono ore da!" (お前の相手はこのオレだ!)                                                                                         | 22 tháng 12 năm 2004 | 3 tháng 8 năm 2015        |
| 116 | "Tầm nhìn 360 độ, góc chết của Bạch Nhãn" "Shikai sanbyaku rokujū do, Byakugan no shikaku" (視界360度 白眼の死角)                                                               | 5 tháng 1 năm 2005   | 4 tháng 8 năm 2015        |
| 117 | "Thua không phải là sự lựa chọn" "Makerarenai riyū" (負けられない理由) | 5 tháng 1 năm 2005   | 5 tháng 8 năm 2015        |
| 118 | "Quá trễ cho một liều thuốc giải" "Dakkan~Ma ni awanakatta utsuwa" (奪還〜間に合わなかった器)                                                                                   | 12 tháng 1 năm 2005  | 6 tháng 8 năm 2015        |
| 119 | "Thất thần! Kẻ địch mới!" "Shissaku! Aratanaru teki" (失策!新たなる敵) | 19 tháng 1 năm 2005  | 7 tháng 8 năm 2015        |
| 120 | "Gầm lên! Đội hình tối thượng!" "Unare! Hoero! Kyūkyoku no taggu" (唸れ!吠えろ!究極のタッグ)                                                                                    | 2 tháng 2 năm 2005   | 10 tháng 8 năm 2015       |
| 121 | "Cuộc chiến cá nhân" "Sorezore no tatakai" (それぞれの闘い) | 9 tháng 2 năm 2005   | 11 tháng 8 năm 2015       |
| 122 | "Nghi hoặc! Shikamaru đã trở về từ cõi chết!" "Feiku! Otoko Shikamaru kishikaisei no kake" (フェイク!男シカマル起死回生の賭け)                                                  | 16 tháng 2 năm 2005  | 12 tháng 8 năm 2015       |
| 123 | "Dã thú ngọc bích của làng Lá lại ra trận!" "Konoha no aoki yajū kenzan!" (木ノ葉の碧き野獣見参!)                                                                               | 23 tháng 2 năm 2005  | 13 tháng 8 năm 2015       |
| 124 | "Bùng nổ, tấn công và phá vòng vây!" "Yajū sakuretsu! Hajikero futtobe tsukinukero!" (野獣炸裂!弾けろ吹っ飛べ突き抜けろ!)                                                       | 2 tháng 3 năm 2005   | 14 tháng 8 năm 2015       |
| 125 | "Đồng minh của làng Lá: ninja làng Cát!" "Konoha dōmeikoku Suna no shinobi" (木ノ葉同盟国砂の忍)                                                                                | 9 tháng 3 năm 2005   | 17 tháng 8 năm 2015       |
| 126 | "Quyết đấu! Gaara với Kimimaro!" "Saikyō taiketsu! Gaara tai Kimimaro!!" (最強対決!我愛羅VS君麻呂!!)                                                                            | 16 tháng 3 năm 2005  | 18 tháng 8 năm 2015       |
| 127 | "Đòn tấn công đầy chấp niệm! Tảo Huyết Chi Vũ" "Shūnen no ichigeki Sawarabi no Mai" (執念の一撃!早蕨の舞)                                                                       | 30 tháng 3 năm 2005  | 19 tháng 8 năm 2015       |
| 128 | "Nước mắt trong vô vọng" "Todokanai sakebi" (届かない叫び) | 30 tháng 3 năm 2005  | 20 tháng 8 năm 2015       |
| 129 | "Tình anh em, một mối quan hệ không còn tồn tại" "Itachi to Sasuke tōsugiru sonzai" (兄と弟 遠すぎる存在)                                                                       | 6 tháng 4 năm 2005   | 21 tháng 8 năm 2015       |
| 130 | "Cha và con! Gia văn đã phai tàn" "Chichi to ko Hibiwareta kamon" (父と子 ひび割れた家紋)                                                                                       | 13 tháng 4 năm 2005  | 24 tháng 8 năm 2015       |
| 131 | "Khai nhãn! Bí mật của Sharingan Vạn hoa đồng!" "Kaigan Mangekyō Sharingan no himitsu" (開眼 万華鏡写輪眼の秘密)                                                                | 20 tháng 4 năm 2005  | 25 tháng 8 năm 2015       |
| 132 | "Tri kỷ!" "Tomo yo!" (親友よ!) | 27 tháng 4 năm 2005  | 26 tháng 8 năm 2015       |
| 133 | "Dành cho người bạn của tôi!" "Namida no hōkō! Omae wa ore no tomodachi da" (涙の咆哮!オマエはオレの友達だ)                                                                     | 4 tháng 5 năm 2005   | 27 tháng 8 năm 2015       |
| 134 | "Gào thét trong mưa" "Namida ame no ketsumatsu" (涙雨の結末) | 11 tháng 5 năm 2005  | 28 tháng 8 năm 2015       |
| 135 | "Lời hứa không thể giữ" "Mamorenakatta yakusoku" (守れなかった約束) | 18 tháng 8 năm 2005  | 31 tháng 8 năm 2015       |
| 136 | "Xâm nhập điều tra! Nhiệm vụ cấp S cuối cùng cũng đã tới" "Sennyū sōsa!? Tsui ni kitakita chō-S-kyū ninmu" (潜入捜査!? 遂にきたきた超S級任務)                                   | 25 tháng 5 năm 2005  | 1 tháng 9 năm 2015        |
| 137 | "Thị trấn phi pháp! Dấu vết dòng tộc Fuuma" "Muhōsha no gai Fūma ichizoku no kage" (無法者の街 ふうま一族の影)                                                                  | 1 tháng 6 năm 2005   | 2 tháng 9 năm 2015        |
| 138 | "Sự phản bội trong sáng! Ước vọng nhỏ nhoi" "Kiyoki uragiri Hakanaki negai" (清き裏切り はかなき願い)                                                                           | 8 tháng 6 năm 2005   | 3 tháng 9 năm 2015        |
| 139 | "Xâm nhập! Nơi ẩn náu của Orochimaru" "Kyōfu! Orochimaru no tachi" (恐怖!大蛇丸の館)                                                                                            | 15 tháng 6 năm 2005  | 4 tháng 9 năm 2015        |
| 140 | "Hai trái tim! Bẫy của Kabuto" "Futatsu no kodō Kabuto no wana" (二つの鼓動 カブトの罠)                                                                                         | 22 tháng 6 năm 2005  | 7 tháng 9 năm 2015        |
| 141 | "Quyết tâm của Sakura" "Sakura no ketsui" (サクラの決意) | 29 tháng 6 năm 2005  | 8 tháng 9 năm 2015        |

### Mùa 4 (2005–06)
| #   | Tên tập phim | Ngày phát sóng gốc   | Ngày phát sóng tiếng Việt |
| --- | --- | -------------------- | ------------------------- |
| 142 | "Cai ngục lơ là, ba kẻ đào tẩu" "Genkai shisetsu no san akunin" (厳戒施設の三悪人) | 6 tháng 7 năm 2005   | 9 tháng 9 năm 2015        |
| 143 | "Đi nào Tonton! Mọi việc trông cậy vào ngươi đấy" "Hashire Tonton! Omae no hana ga tayori dattebayo" (走れトントン!お前の鼻が頼りだってばよ)                                                    | 13 tháng 7 năm 2005  | 10 tháng 9 năm 2015       |
| 144 | "Đội hình độc nhất vô nhị! Song nhân nhất khuyết" "Shin'sei surīman seru futari to ippiki" (新生三人一組 二人と一匹!)                                                                           | 20 tháng 7 năm 2005  | 11 tháng 9 năm 2015       |
| 145 | " Bùng nổ! Đội cứu viện mới, Ino-Shika-Cho" "Sakuretsu! Nyū fōmēshon Inoshikachō" (炸裂!ニューフォーメーションいのシカチョウ)                                                                   | 27 tháng 7 năm 2005  | 14 tháng 9 năm 2015       |
| 146 | "Tham vọng sót lại! Bóng tối của Orochimaru" "Nokosareta yabō Orochimaru no kage" (残された野望 大蛇丸の影)                                                                                     | 10 tháng 8 năm 2005  | 15 tháng 9 năm 2015       |
| 147 | "Chạm trán hay số mệnh! Ngươi không thể đánh bại ta" "Innen no taiketsu! Omae ni ore wa taosenee" (因縁の対決!オマエにオレは倒せねえ)                                                           | 17 tháng 8 năm 2005  | 16 tháng 9 năm 2015       |
| 148 | "Akamaru ghen tỵ về khả năng tìm kiếm! Cuộc săn lùng bọ cánh cứng vi hương trùng" "Chō-tsuibiryoku ni Akamaru mo shitto! Maboroshi no Bikōchū o sagase" (超追尾力に赤丸も嫉妬!幻の微香虫を探せ) | 17 tháng 8 năm 2005  | 17 tháng 9 năm 2015       |
| 149 | "Khác nhau chỗ nào nhỉ! Không phải tất cả côn trùng điều giống nhau sao" "Doko ga chigau no sa!? Mushi tte onaji mienai ka" (どこが違うのさ!? 虫って同じに見えないか)                           | 24 tháng 8 năm 2005  | 18 tháng 9 năm 2015       |
| 150 | "Trò lừa! Trá hình! Bị lừa! Trận chiến loài bọ đỉnh cao" "Damashite bakashite damasarete! Sōzetsu mushimushi dai batoru" (だまして化かしてだまされて! 壮絶ムシムシ大バトル)                     | 31 tháng 8 năm 2005  | 21 tháng 9 năm 2015       |
| 151 | "Bạch Nhãn bùng phát! Nhẫn đạo của tôi" "Moe yo Byakugan! Kore ga watashi no nindō yo" (燃えよ白眼! これが私の忍道よ)                                                                           | 14 tháng 9 năm 2005  | 22 tháng 9 năm 2015       |
| 152 | "Buổi đưa tang người sống" "Sei aru mono e no sōsōkyoku" (生あるものへの葬送曲) | 21 tháng 9 năm 2005  | 23 tháng 9 năm 2015       |
| 153 | "Nhiệt huyết bùng cháy! Sức mạnh tuổi trẻ" "Kokoro no todoke! Ai no Tekken" (心に届け!愛の鉄拳)                                                                                                 | 28 tháng 9 năm 2005  | 24 tháng 9 năm 2015       |
| 154 | "Khắc tinh của Bạch Nhãn" "Byakugan no tenteki" (白眼の天敵) | 5 tháng 10 năm 2005  | 25 tháng 9 năm 2015       |
| 155 | "Những đám mây đen" "Shinobi yoru anun" (忍び寄る暗雲) | 12 tháng 10 năm 2005 | 28 tháng 9 năm 2015       |
| 156 | "Raiga phản công" "Gyakushū no Raiga" (逆襲の雷牙) | 19 tháng 9 năm 2005  | 29 tháng 9 năm 2015       |
| 157 | "Cháy lên! Cà ri sức sống!" "Hashire!!! Seimei no karē" (走れ!!!生命のカレー) | 26 tháng 10 năm 2005 | 14 tháng 12 năm 2015      |
| 158 | "Mọi người theo tôi! Nỗ lực băng qua thử thách" "Minna ore ni tsuite koi! Ase to namida no takurami dai sabaibaru" (みんなオレについて来い!汗と涙のタクラミ大サバイバル)                        | 2 tháng 11 năm 2005  | 15 tháng 12 năm 2015      |
| 159 | " Bạn hay thù! Thợ săn tiền thưởng vùng hoang vu" "Teki ka mikata ka!? Kōya no shōkinkasegi" (敵か味方か!?荒野の賞金稼ぎ)                                                                       | 9 tháng 11 năm 2005  | 16 tháng 12 năm 2015      |
| 160 | "Đi săn hay bị săn! Lộ diện tại đền Soumon" "Eru ka erareru ka!? Okkē tera no kettō" (獲るか獲られるか!?オッケー寺の決斗)                                                                       | 16 tháng 11 năm 2005 | 17 tháng 12 năm 2015      |
| 161 | "Vị khách mới tới! Mãnh thú ngọc bích! Săn mồi! Quái nhân" "Sankyaku kenzan Ao no Yajū? Mōjū?... Sanjū?" (珍客見参 碧の野獣?猛獣?...珍獣?)                                                      | 23 tháng 11 năm 2005 | 18 tháng 12 năm 2015      |
| 162 | "Lượn lờ, bạch chiến binh" "Shiroki noroi musha" (白き呪いの武者) | 30 tháng 11 năm 2005 | 21 tháng 12 năm 2015      |
| 163 | "Quân sư - Sự sắp đặt của Koume" "Sakushi - Kōmei no omowaku" (策士·紅明の思惑) | 7 tháng 12 năm 2005  | 22 tháng 12 năm 2015      |
| 164 | "Sự giúp đỡ muộn màng" "Ososugita suketto" (遅すぎた助っ人) | 14 tháng 12 năm 2005 | 23 tháng 12 năm 2015      |
| 165 | "Naruto hi sinh" "Naruto shisu" (ナルト死す) | 21 tháng 12 năm 2005 | 24 tháng 12 năm 2015      |
| 166 | "Khi thời gian ngừng trôi" "Todomatta mama no jikan" (止まったままの時間) | 4 tháng 1 năm 2006   | 25 tháng 12 năm 2015      |
| 167 | " Khi bạch diệc vỗ cánh" "Shirasagi no habataku jikan" (白鷺のはばたく時間) | 4 tháng 1 năm 2006   | 28 tháng 12 năm 2015      |
| 168 | "Nồi nhiệt huyết! Trộn, khuấy điều và nấu chín!" "Moero Zundō! Mazete nobashite yude agero!" (燃えろ寸胴!混ぜて伸ばして茹で上げろ!)                                                             | 18 tháng 2 năm 2006  | 29 tháng 12 năm 2015      |
| 169 | "Ký ức - đứa trẻ bị lãng quên" "Kioku Ushinawareta peiji" (記憶 失われた頁) | 25 tháng 1 năm 2006  | 30 tháng 12 năm 2015      |
| 170 | "Đổ vỡ - cánh cửa khép lại" "Shōgeki Tozasareta doa" (衝撃 閉ざされた扉) | 1 tháng 2 năm 2006   | 31 tháng 12 năm 2015      |
| 171 | "Xâm phạm - cái bẫy sắp đặt trước" "Sen'nyū Shikumareta torappu" (潜入 仕組まれた罠) | 8 tháng 2 năm 2006   | 1 tháng 1 năm 2016        |
| 172 | " Thất vọng - trái tim tan nát" "Zetsubō Hikisakareta hāto" (絶望 引き裂かれた心) | 15 tháng 2 năm 2006  | 4 tháng 1 năm 2016        |
| 173 | "Thủy chiến - Giải phóng sức mạnh cực hạn" "Kaisen Tokihanatareta pawā" (海戦 解き放たれた力)                                                                                                   | 22 tháng 2 năm 2006  | 5 tháng 1 năm 2016        |
| 174 | "Không thể tin được! Binh pháp nhẫn đạo - Kinton " "Arienēttebayo! Serebu ninpō - Kinton no Jutsu" (ありえねーってばよ! セレブ忍法·金遁の術)                                                    | 1 tháng 3 năm 2006   | 6 tháng 1 năm 2016        |
| 175 | "Đào chỗ này này! Truy tìm kho báu" "Koko hore wan wan! Maizōkin o sagase" (ここ掘れワンワン! 埋蔵金を探せ)                                                                                     | 8 tháng 3 năm 2006   | 7 tháng 1 năm 2016        |
| 176 | "Truy đuổi, bị truy đuổi và lạc đường" "Shissō, Meisō, Jiguzagu sō! Otte owarete machigaete" (疾走, 迷走, ジグザグ走!追って追われて間違えて)                                                    | 15 tháng 3 năm 2006  | 8 tháng 1 năm 2016        |
| 177 | " Xin anh đấy - Người đưa thư" "OH!? Purīzu ♥ Misutā Posutoman" (OH!?ぷりーず♥みすたーぽすとまん)                                                                                               | 22 tháng 3 năm 2006  | 11 tháng 1 năm 2016       |
| 178 | " Chạm trán cậu bé với cái tên Hoshi" "Deai "Hoshi" no na o motsu shōnen" (出会い 「星」の名を持つ少年)                                                                                         | 29 tháng 3 năm 2006  | 12 tháng 1 năm 2016       |
| 179 | " Natsuhiboshi! Bài hát ru thuở bé" "Natsuhi Boshi, Omoide no Komori Uta" (ナツヒボシ 思い出の子守唄)                                                                                           | 5 tháng 4 năm 2006   | 13 tháng 1 năm 2016       |
| 180 | "Bí thuật - Cái giá của Công Pháp" "Hijutsu Kujaku Myōhō no Daishō" (秘術 孔雀妙法の代償) | 12 tháng 4 năm 2006  | 14 tháng 1 năm 2016       |
| 181 | "Hoshikage - sự thật bị chôn vùi" "Hoshikage Hōmurisarareta Shinjutsu" (星影 葬り去られた真実)                                                                                                  | 19 tháng 4 năm 2006  | 15 tháng 1 năm 2016       |
| 182 | "Gặp lại - Thời khắc sum họp" "Saikai Nokosareta jikan" (再会 残された時間) | 26 tháng 4 năm 2006  | 18 tháng 1 năm 2016       |
| 183 | "Ngôi sao chói sáng" "Hoshi wa kagayaki o mashite" (星は輝きを増して) | 3 tháng 5 năm 2006   | 19 tháng 1 năm 2016       |

### Mùa 5 (2006–07)
| #   | Tên tập phim | Ngày phát sóng gốc   | Ngày phát sóng tiếng Việt |
| --- | --- | -------------------- | ------------------------- |
| 184 | "Một ngày dài của Kiba" "Inuzuka Kiba no naga~i ichinichi" (犬塚キバのなが〜い一日) | 10 tháng 5 năm 2006  | 20 tháng 1 năm 2016       |
| 185 | "Truyện cổ tích từ Làng Lá: Onbaa!" "Konohagakure no Densetsu, Onbaa wa jitsuzai shita!!" (木ノ葉隠れの伝説 オンバアは実在した!!) | 17 tháng 5 năm 2006  | 21 tháng 1 năm 2016       |
| 186 | "Shino bật cười" "Warau Shino" (笑うシノ) | 24 tháng 5 năm 2006  | 22 tháng 1 năm 2016       |
| 187 | "Khai trương! Dịch vụ vận chuyển của Làng Lá" "Kaigyō!! Konoha hikkoshi sentā" (開業!!木ノ葉引越センター) | 31 tháng 5 năm 2006  | 25 tháng 1 năm 2016       |
| 188 | "Bí ẩn, những du mục bị truy đuổi" "Fukakai, nerawareta gyōshōnin" (不可解 狙われた行商人) | 7 tháng 6 năm 2006   | 26 tháng 1 năm 2016       |
| 189 | "Dưới nước, vũ khí không giới hạn" "Chikasui Mujinzou no ningu" (地下水 無尽蔵の忍具) | 14 tháng 6 năm 2006  | 27 tháng 1 năm 2016       |
| 190 | "Byakugan đã thấy! Điểm mù của kẻ dùng nam châm" "Byakugan wa mita! Jiki tsukai no shikaku" (白眼は見た!磁気使いの死角) | 21 tháng 6 năm 2006  | 28 tháng 1 năm 2016       |
| 191 | "Lời tuyên án, mây mù và "cơ hội trời quang"" "Shi no Senkoku "Kumori Tokidoki Hare"" (死の宣告"くもり時々晴れ") | 28 tháng 6 năm 2006  | 29 tháng 1 năm 2016       |
| 192 | "Tiếng thét Ino! Thiên đường Chubby!" "Ino zekkyō! Pocchari ♥ Paradaisu" (いの絶叫! ポッチャリ♥パラダイス) | 5 tháng 7 năm 2006   | 1 tháng 2 năm 2016        |
| 193 | "Thử thách võ đường Biba! Tuổi trẻ đầy nhiệt huyết" "Biba dōjōyaburi! Seishun wa bakuhatsu da" (ビバ道場破り! 青春はバクハツだ) | 12 tháng 7 năm 2006  | 2 tháng 2 năm 2016        |
| 194 | "Lời nguyền bí ẩn ở lâu đài ma ám" "Kaiki, norowareta yureishiro" (怪奇 呪われた幽霊城) | 19 tháng 7 năm 2006  | 3 tháng 2 năm 2016        |
| 195 | "Quái thú thứ ba" "Daisan no chōjū, Saidai no raibaru" (第三の超獣 最大のライバル) | 26 tháng 7 năm 2006  | 4 tháng 2 năm 2016        |
| 196 | "Xung đột đẫm nước mắt! Trận đấu của thầy trò nhiệt huyết" "Namida no Gekitotsu! Nekketsu shitei taiketsu" (涙の激突! 熱血師弟対決) | 9 tháng 8 năm 2006   | 5 tháng 2 năm 2016        |
| 197 | "Biến cố lớn! 11 ninja làng Lá tập hợp" "Daipinchi! Konoha no jūichi nin zen'in shūgō" (大ピンチ! 木の葉の11人全員集合) | 16 tháng 8 năm 2006  | 8 tháng 2 năm 2016        |
| 198 | "Đội Ám Bộ đầu hàng. Ký ức của Naruto" "ANBU mō teage, Naruto no kioku" (暗部もお手上げ ナルトの記憶) | 23 tháng 8 năm 2006  | 9 tháng 2 năm 2016        |
| 199 | "Chệch mục tiêu, đích ngắm thực sự xuất hiện" "Matohazure, Mietekita hyōteki" (的外れ 見えてきた標的) | 30 tháng 8 năm 2006  | 10 tháng 2 năm 2016       |
| 200 | "Triển khai nhiệm vụ, người giúp đỡ sau cùng" "Gen'eki baribari, Saikyō no suketto" (現役バリバリ 最強の助っ人) | 13 tháng 9 năm 2006  | 11 tháng 2 năm 2016       |
| 201 | "Công trình đặt bẫy, bom hủy diệt đếm ngược" "Tajū torappu, Hōkai no kauntodaun" (多重トラップ 崩壊のカウントダウン) | 20 tháng 9 năm 2006  | 12 tháng 2 năm 2016       |
| 202 | " Tổng kết 5 trận đấu đầy mồ hôi và nước mắt của ninja" "Honjitsu Happyō! "Ninjatachi no ase to namida no Meishōbu Besuto 5! Otanoshimi no bangai hen moaruttebayo" Supesharu" (本日発表!「忍者たちの汗と涙の名勝負ベスト5! お楽しみの番外編もあるってばよ」スペシャル) | 27 tháng 9 năm 2006  | 15 tháng 2 năm 2016       |
| 203 | "Quyết định của Kurenai, rời khỏi đội 8" "Kurenai no ketsudan, Torinokosareta Daihappan" (紅の決断 とり残された第8班) | 5 tháng 10 năm 2006  | 16 tháng 2 năm 2016       |
| 204 | "Sức mạnh bị phong ấn của Yakumo" "Nerawareta Yakumo, Fūinsareta nōryoku" (狙われた八雲 封印された能力) | 5 tháng 10 năm 2006  | 17 tháng 2 năm 2016       |
| 205 | "Nhiệm vụ tối mật của Kurenai: Lời hứa với ngài đệ Tam" "Kurenai no gokuhi ninmu ~Sandaime to no yakusoku~" (紅の極秘任務〜三代目との約束〜) | 5 tháng 10 năm 2006  | 18 tháng 2 năm 2016       |
| 206 | "Ảo thuật hay hiện thực" "Genjutsu ka genjitsu ka, Gokan o seisuru mono" (幻術か現実か 五感を制するもの) | 19 tháng 10 năm 2006 | 19 tháng 2 năm 2016       |
| 207 | "Sức mạnh bị phong ấn" "Fūjiraretahazu no nōryoku" (封じられたはずの能力) | 26 tháng 10 năm 2006 | 22 tháng 2 năm 2016       |
| 208 | "Quý hiếm, tầm quan trọng của vẻ đẹp tự nhiên" "Meiki, Kachōfūgetsu no omosa" (名器 花鳥風月の重さ) | 2 tháng 11 năm 2006  | 23 tháng 2 năm 2016       |
| 209 | "Kẻ thù: Ninja bị khai trừ" "Teki wa "Shinobazu"" (敵は「不忍」) | 9 tháng 11 năm 2006  | 24 tháng 2 năm 2016       |
| 210 | "Khu rừng hoang mang" "Mayoi no mori" (迷いの森) | 16 tháng 11 năm 2006 | 25 tháng 2 năm 2016       |
| 211 | "Ký ức về ngọn lửa" "Honō no kioku" (炎の記憶) | 30 tháng 11 năm 2006 | 26 tháng 2 năm 2016       |
| 212 | "Con đường của mỗi người" "Sorezore no michi" (それぞれの道) | 7 tháng 12 năm 2006  | 29 tháng 2 năm 2016       |
| 213 | "Ký ức biến mất" "Ushinawareta kioku" (失われた記憶) | 14 tháng 12 năm 2006 | 1 tháng 3 năm 2016        |
| 214 | "Trở lại hiện thực" "Torimodoshita genjitsu" (取り戻した現実) | 21 tháng 12 năm 2006 | 2 tháng 3 năm 2016        |
| 215 | "Quá khứ bị mất" "Keshi saritai kako" (消し去りたい過去) | 21 tháng 12 năm 2006 | 3 tháng 3 năm 2016        |
| 216 | "Mục tiêu của Shukaku" "Kieta takumi - Nerawareta Shukaku" (消えた匠 狙われた守鶴) | 11 tháng 1 năm 2007  | 4 tháng 3 năm 2016        |
| 217 | "Đồng minh Làng Cát – Shinobi Làng Lá" "Suna no dōmeikoku - Konoha no shinobi" (砂の同盟国 木ノ葉の忍) | 18 tháng 1 năm 2007  | 7 tháng 3 năm 2016        |
| 218 | "Phong ấn cát Suiko phản công" "Fūjirareta suna, Suiko no hangeki" (封じられた砂 水虎の反撃) | 25 tháng 1 năm 2007  | 8 tháng 3 năm 2016        |
| 219 | "Vũ khí tối thượng hồi sinh" "Yomigaetta kyūkyoku heiki" (よみがえった究極兵器) | 1 tháng 2 năm 2007   | 9 tháng 3 năm 2016        |
| 220 | "Khởi hành" "Tabidachi" (旅立ち) | 8 tháng 2 năm 2007   | 10 tháng 3 năm 2016       |

## Phát hành DVD
| Tập ghi theo đĩa | Tập ghi theo đĩa | Ngày phát hành       | Số đĩa | Tập lẻ  | Nguồn  |
| ---------------- | ---------------- | -------------------- | ------ | ------- | ------ |
|                  | 1                | 4 tháng 7 năm 2006   | 3      | 1–13    | [ 16 ] |
|                  | 2                | 5 tháng 12 năm 2006  | 3      | 14–25   | [ 21 ] |
|                  | 3                | 29 tháng 5 năm 2007  | 3      | 26–38   | [ 22 ] |
|                  | 4                | 7 tháng 8 năm 2007   | 3      | 39–52   | [ 23 ] |
|                  | 5                | 4 tháng 12 năm 2007  | 3      | 53–65   | [ 24 ] |
|                  | 6                | 12 tháng 2 năm 2008  | 3      | 66–78   | [ 25 ] |
|                  | 7                | 6 tháng 5 năm 2008   | 3      | 79–92   | [ 26 ] |
|                  | 8                | 10 tháng 6 năm 2008  | 3      | 93–106  | [ 27 ] |
|                  | 9                | 12 tháng 8 năm 2008  | 3      | 107–120 | [ 28 ] |
|                  | 10               | 14 tháng 10 năm 2008 | 3      | 121–135 | [ 29 ] |
|                  | 11               | 16 tháng 12 năm 2008 | 3      | 136–149 | [ 30 ] |
|                  | 12               | 10 tháng 2 năm 2009  | 3      | 150–163 | [ 31 ] |
|                  | 13               | 7 tháng 4 năm 2009   | 3      | 164–177 | [ 32 ] |
|                  | 14               | 26 tháng 5 năm 2009  | 3      | 178–191 | [ 33 ] |
|                  | 15               | 21 tháng 7 năm 2009  | 3      | 192–205 | [ 34 ] |
|                  | 16               | 22 tháng 9 năm 2009  | 3      | 206–220 | [ 7 ]  |

| Box Set       | Ngày phát hành       | Số đĩa | Tập lẻ  | Nguồn  |
| ------------- | -------------------- | ------ | ------- | ------ |
| Mùa 1, Phần 1 | 6 tháng 10 năm 2009  | 6      | 1–25    | [ 35 ] |
| Mùa 1, Phần 2 | 24 tháng 11 năm 2009 | 6      | 26–52   | [ 36 ] |
| Mùa 2, Phần 1 | 16 tháng 2 năm 2010  | 6      | 53–78   | [ 37 ] |
| Mùa 2, Phần 2 | 27 tháng 4 năm 2010  | 6      | 79–106  | [ 38 ] |
| Mùa 3, Phần 1 | 29 tháng 6 năm 2010  | 6      | 107–135 | [ 39 ] |
| Mùa 3, Phần 2 | 31 tháng 8 năm 2010  | 6      | 136–163 | [ 40 ] |
| Mùa 4, Phần 1 | 26 tháng 10 năm 2010 | 6      | 164–191 | [ 41 ] |
| Mùa 4, Phần 2 | 14 tháng 12 năm 2010 | 6      | 192–220 | [ 42 ] |

| Tập ghi theo đĩa | Ngày phát hành       | Box Set              | Số đĩa | Tập lẻ  | Nguồn  |
| ---------------- | -------------------- | -------------------- | ------ | ------- | ------ |
| Loạt 1 Phần 1    | 21 tháng 8 năm 2006  | 3 tháng 9 năm 2007   | 3      | 1–13    | [ 44 ] |
| Loạt 1 Phần 2    | 26 tháng 12 năm 2006 | 3 tháng 9 năm 2007   | 3      | 14–26   | [ 45 ] |
| Loạt 2 Phần 1    | 21 tháng 5 năm 2007  | 24 tháng 12 năm 2007 | 3      | 27–39   | [ 47 ] |
| Loạt 2 Phần 2    | 3 tháng 9 năm 2007   | 24 tháng 12 năm 2007 | 3      | 40–52   | [ 48 ] |
| Loạt 3 Phần 1    | 7 tháng 4 năm 2008   | 20 tháng 10 năm 2008 | 3      | 53–65   | [ 50 ] |
| Loạt 3 Phần 2    | 26 tháng 5 năm 2008  | 20 tháng 10 năm 2008 | 3      | 66–78   | [ 51 ] |
| Loạt 4 Phần 1    | 25 tháng 8 năm 2008  | 23 tháng 2 năm 2009  | 3      | 79–91   | [ 53 ] |
| Loạt 4 Phần 2    | 20 tháng 10 năm 2008 | 23 tháng 2 năm 2009  | 3      | 92–104  | [ 54 ] |
| Loạt 5 Phần 1    | 15 tháng 12 năm 2008 | 29 tháng 6 năm 2009  | 3      | 105–117 | [ 56 ] |
| Loạt 5 Phần 2    | 23 tháng 2 năm 2009  | 29 tháng 6 năm 2009  | 3      | 118–130 | [ 57 ] |
| Loạt 6 Phần 1    | 20 tháng 4 năm 2009  | 26 tháng 10 năm 2009 | 3      | 131–143 | [ 59 ] |
| Loạt 6 Phần 2    | 29 tháng 6 năm 2009  | 26 tháng 10 năm 2009 | 3      | 144–156 | [ 60 ] |
| Loạt 7 Phần 1    | 24 tháng 8 năm 2009  | 1 tháng 2 năm 2010   | 3      | 157–169 | [ 62 ] |
| Loạt 7 Phần 2    | 26 tháng 10 năm 2009 | 1 tháng 2 năm 2010   | 3      | 170–182 | [ 63 ] |
| Loạt 8 Phần 1    | 14 tháng 12 năm 2009 | 14 tháng 6 năm 2010  | 3      | 183–195 | [ 65 ] |
| Loạt 8 Phần 2    | 1 tháng 2 năm 2010   | 14 tháng 6 năm 2010  | 3      | 196–208 | [ 66 ] |
| Loạt 9           | 19 tháng 4 năm 2010  | 19 tháng 4 năm 2010  | 3      | 209–220 | [ 67 ] |

| Bộ đĩa     | Số tập con                | Ngày phát hành       | Nguồn  |
| ---------- | ------------------------- | -------------------- | ------ |
| 1          | 1–13                      | 14 tháng 5 năm 2008  | [ 68 ] |
| 2          | 14–25                     | 11 tháng 6 năm 2008  | [ 69 ] |
| 3          | 26–38                     | 23 tháng 7 năm 2008  | [ 70 ] |
| 4          | 39–53                     | 20 tháng 8 năm 2008  | [ 71 ] |
| 5          | 54–65                     | 17 tháng 9 năm 2008  | [ 72 ] |
| 6          | 66–78                     | 22 tháng 10 năm 2008 | [ 73 ] |
| 7          | 79–92                     | 12 tháng 11 năm 2008 | [ 74 ] |
| 8          | 93–106                    | 3 tháng 12 năm 2008  | [ 75 ] |
| 9          | 107–120                   | 14 tháng 1 năm 2009  | [ 76 ] |
| 10         | 121–135                   | 18 tháng 2 năm 2009  | [ 77 ] |
| 11         | 136–149                   | 15 tháng 4 năm 2009  | [ 78 ] |
| 12         | 150–163                   | 24 tháng 6 năm 2009  | [ 79 ] |
| 13         | 164–177                   | 19 tháng 8 năm 2009  | [ 80 ] |
| 14         | 178–191                   | 21 tháng 10 năm 2009 | [ 81 ] |
| 15         | 192–205                   | 16 tháng 12 năm 2009 | [ 82 ] |
| 16         | 206–220                   | 17 tháng 2 năm 2010  | [ 83 ] |
| Jump Festa | Tập đặc biệt 2003 và 2004 | 11 tháng 6 năm 2008  | [ 84 ] |

| Bộ đĩa  | Tập con | Ngày phát hành      | Nguồn  |
| ------- | ------- | ------------------- | ------ |
| 1       | 1–52    | 24 tháng 5 năm 2017 | [ 85 ] |
| 2       | 53–106  | 24 tháng 5 năm 2017 | [ 86 ] |
| 3       | 107–163 | 24 tháng 5 năm 2017 | [ 87 ] |
| 4       | 164–220 | 24 tháng 5 năm 2017 | [ 88 ] |
| Trọn bộ | 1–220   | 5 tháng 12 năm 2018 | [ 89 ] |